# یورو

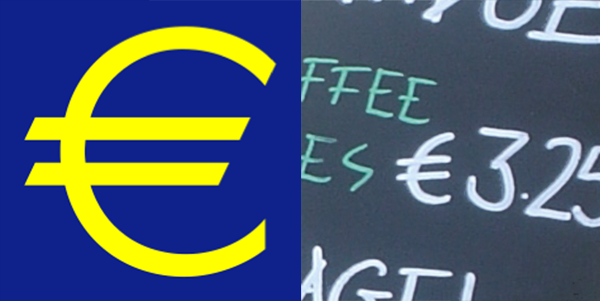
نشان یورو؛ به‌صورت چاپی و دست‌نوشته

منطقه یورو
استفاده‌کنندگان غیررسمی

یورو (به الفبای لاتین: Euro) (نماد: €؛ کد ایزو: EUR) یکای پول کشورهای منطقه یورو است که به ۱۰۰ سنت تقسیم می‌شود. به‌کارگیری یورو در یکم ژانویه سال ۲۰۰۲ رسماً در کشورهای آلمان، فرانسه، بلژیک، اتریش، اسپانیا، پرتغال، یونان، ایتالیا، ایرلند، لوکزامبورگ، هلند و فنلاند آغاز شد و اکنون در ۲۰ کشور از ۲۷ عضو اتحادیه اروپا به‌طور رسمی در جریان است.
یورو بیرون از اروپا نیز در برخی از بازمانده‌های مستعمرات کشورهای اروپایی نظیر گویان فرانسه، گوادلوپ، مارتینیک، مایوت، رئونیون، جزایر قناری و سن-پیر و میکلون رایج است و در سال ۲۰۰۱ به‌صورت رسمی معرفی شد.
ضرب هر سکه (سنت) یا (یورو) در هر کشور عضو منطقه یورو شکل خاص و طرح خودش را دارد.
سکه‌های ضرب هلند، اسپانیا، فنلاند، آلمان، فرانسه و… با یکدیگر متفاوت هستند.
این ارز، جزء ده پول قدرتمند دنیا در سال 2023 معرفی شده است.
ایران در سال ۱۳۹۷ یورو را در بخش حواله ارزی خود جایگزین دلار کرد و همچنین دولت حسن روحانی  این ارز را به عنوان ارز مبنای گزارشگری و انتشار آمار، اطلاعات و داده‌های مالی خود مورد استفاده قرار داد.یورو در ایران جزوه پول های قدرتمند به شمار می رود و تا به امروز تعداد بسیار زیادی از آن خرید و فروش می شود.

## تاریخچه یورو
نخستین بار توسط ژاک دلور، وزیر اقتصاد پیشین فرانسه در اوایل دوره مسئولیت که از سال ۱۹۶۵ تا ۱۹۷۹، ریاست کمیسیون اروپا را به عهده داشت، ارائه شد. هدف این بود که هویت اروپایی در بازارها تقویت شده و تثبیت قیمت‌ها، رشد اقتصادی و منافع تجاری نصیب اعضا شود. دلور در گزارشی که در سال ۱۹۷۰ ارائه داد، یکای پول مشترک را یک هدف پولی مشترک توصیف کرد که تاحدی موجب رهایی کامل از جنبش‌های سرمایه‌داری خواهد شد.
یکای پول یورو که بزرگ‌ترین قدرت تجاری دنیا را شکل داد، با هدف وصل‌کردن کشورهای اروپایی برای مقاصد تجاری و سیاسی، در بحبوحه آشوب‌های سیاسی و اقتصادی به وجود آمد؛ دیوار برلین در سال ۱۹۸۹ فروریخته بود و آلمان‌ها در اندیشه اتحاد بودند، در شرق اروپا بساط کمونیسم برچیده شده بود و منطقه شاهد فراز و فرودهای بسیار بود. با پایان جنگ جهانی دوم، اتحادیه اروپا تأسیس شده بود اما اقتصاد منطقه در مسیر تک‌قطبی شدن حرکت می‌کرد. پیمان ماستریخت در تاریخ ۷ فوریه ۱۹۹۲ در یکی از شهرهای هلند به نام ماستریخت به امضا رسید و از سال ۱۹۹۳ به اجرا درآمد. این معاهده، ساختار یک یکای پول مشترک را رسما طراحی کرد؛ نماد این ارز جدید از حرف اپسیلون در الفبای یونانی (ε) الهام گرفت و از سال ۲۰۰۱، سکه‌ها و اسکناس‌های آن توسط بانک مرکزی اروپا منتشر و وارد بازار شد.

## اسکناس‌ها

### سری یکم
| نگاره | نگاره | بها  | ابعاد       | رنگ | رنگ     | طراحی          | طراحی | سال انتشار |
| رو    | پشت   | بها  | ابعاد       | رنگ | رنگ     | معماری         | سده   | سال انتشار |
| ----- | ----- | ---- | ----------- | --- | ------- | -------------- | ----- | ---------- |
|       |       | €۵   | ۱۲۰ × ۶۲ mm |     | خاکستری | کلاسیک         | < ۵   | ۲۰۰۲       |
|       |       | €۱۰  | ۱۲۷ × ۶۷ mm |     | قرمز    | رمانسک         | ۱۱–۱۲ | ۲۰۰۲       |
|       |       | €۲۰  | ۱۳۳ × ۷۲ mm |     | آبی     | گوتیک          | ۱۲–۱۴ | ۲۰۰۲       |
|       |       | €۵۰  | ۱۴۰ × ۷۷ mm |     | نارنجی  | رنسانس         | ۱۵–۱۶ | ۲۰۰۲       |
|       |       | €۱۰۰ | ۱۴۷ × ۸۲ mm |     | سبز     | باروک و روکوکو | ۱۷–۱۸ | ۲۰۰۲       |
|       |       | €۲۰۰ | ۱۵۳ × ۸۲ mm |     | زرد     | هنر نو         | ۱۹–۲۰ | ۲۰۰۲       |
|       |       | €۵۰۰ | ۱۶۰ × ۸۲ mm |     | ارغوانی | مدرن           | ۲۰–۲۱ | ۲۰۰۲       |

### سری دوم
| نگاره | نگاره | بها  | ابعاد       | رنگ | رنگ | رنگ          | طراحی          | طراحی | سال انتشار |
| رو    | پشت   | بها  | ابعاد       | رنگ | رنگ | رنگ          | معماری         | سده   | سال انتشار |
| ----- | ----- | ---- | ----------- | --- | --- | ------------ | -------------- | ----- | ---------- |
|       |       | €۵   | ۱۲۰ × ۶۲ mm |     |     | خاکستری      | کلاسیک         | < ۵   | ۲۰۱۳       |
|       |       | €۱۰  | ۱۲۷ × ۶۷ mm |     |     | قرمز         | رمانسک         | ۱۱–۱۲ | ۲۰۱۴       |
|       |       | €۲۰  | ۱۳۳ × ۷۲ mm |     |     | آبی          | گوتیک          | ۱۲–۱۴ | ۲۰۱۵       |
|       |       | €۵۰  | ۱۴۰ × ۷۷ mm |     |     | نارنجی       | رنسانس         | ۱۵–۱۶ | ۲۰۱۷       |
|       |       | €۱۰۰ | ۱۴۷ × ۷۷ mm |     |     | سبز          | باروک و روکوکو | ۱۷–۱۸ | ۲۰۱۹       |
|       |       | €۲۰۰ | ۱۵۳ × ۷۷ mm |     |     | زرد و قهوه‌ای | هنر نو         | ۱۹–۲۰ | ۲۰۱۹       |

## ارزها با بیشترین چرخش در بازار جهان
| رتبه       | ارزها         | کد ایزو ۴۲۱۷ (نشان) | ٪ سهم روزانه (۱۶ سپتامبر ۲۰۱۹) |
| ---------- | ------------- | ------------------- | ------------------------------ |
| ۱          | دلار آمریکا   | USD (US$)           | ۸۸٫۳%                          |
| ۲          | یورو          | EUR (€)             | ۳۲٫۳٪                          |
| ۳          | ین ژاپن       | JPY (¥)             | ۱۶٫۸٪                          |
| ۴          | پوند استرلینگ | GBP (£)             | ۱۲٫۸٪                          |
| ۵          | دلار استرالیا | AUD (A$)            | ۶٫۸٪                           |
| ۶          | دلار کانادا   | CAD (C$)            | ۵٫۰٪                           |
| ۷          | فرانک سوئیس   | CHF (Fr)            | ۵٫۰٪                           |
| ۸          | یوان چین      | CNY (元)            | ۴٫۳٪                           |
| ۹          | دلار هنگ کنگ  | HKD (HK$)           | ۳٫۵٪                           |
| ۱۰         | دلار نیوزیلند | NZD (NZ$)           | ۲٫۱٪                           |
| ۱۱         | کرون سوئد     | (kr) SEK            | ۲٫۰٪                           |
| ۱۲         | وون کره جنوبی | (₩) KRW             | ۲٫۰٪                           |
| ۱۳         | دلار سنگاپور  | SGD (S$)            | ۱٫۸%                           |
| ۱۴         | کرون نروژ     | NOK (kr)            | ۱٫۸٪                           |
| ۱۵         | پزو مکزیک     | MXN ($)             | ۱٫۷٪                           |
| دیگر ارزها | دیگر ارزها    | دیگر ارزها          | ۱۳٫۸٪                          |
| جمع کل     | جمع کل        | جمع کل              | ۲۰۰٪                           |